# 胡炳益
胡炳益，字謙仲，江蘇昭文縣人。清朝政治人物、進士出身。
胡炳益於光緒二十九年（1903年）中式癸卯科二甲進士。同年闰五月，改翰林院庶吉士。散館授翰林院編修。